# Sápmelaš
Sápmelaš, ursprungligen Sábmelaš, var en tidskrift på nordsamiska.
Sápmelaš gavs ut i Finland av sällskapet Sámi Čuvgehussearvi/Lapin sivistysseura, vilket bildades 1932 i Helsingfors. Tidskriften gavs ut mellan 1934 och 2001. Den finansierades av den finländska staten fram till 1995, och därefter av Sametinget.
Tidskriftens första redaktörer var Paavo Ravila (1934-43) och Erkki Itkonen (1934-50). Ingen av dem var same, men bägge var professorer i finsk-ugriska språk vid Helsingfors universitet. Tidskriftens redaktör 1980-98 var Jouni Kitti.